# アドベンチャーランド
- ディズニーパーク > アドベンチャーランド
  - ディズニーランド・リゾート > ディズニーランド > アドベンチャーランド
  - ウォルト・ディズニー・ワールド・リゾート > マジック・キングダム > アドベンチャーランド
  - 東京ディズニーリゾート > 東京ディズニーランド > アドベンチャーランド
  - 香港ディズニーランド・リゾート > 香港ディズニーランド > アドベンチャーランド
  - 上海ディズニーリゾート > 上海ディズニーランド > アドベンチャーランド

アドベンチャーランド（Adventureland、略称：AL、A/L）とは、世界のディズニーパークにあるテーマランドの一つである。

## アドベンチャーランドがあるパーク
- ディズニーランド（ディズニーランド・リゾート）
- マジック・キングダム（ウォルト・ディズニー・ワールド・リゾート）
- 東京ディズニーランド（東京ディズニーリゾート）
- ディズニーランド・パーク（ディズニーランド・パリ）
- 香港ディズニーランド（香港ディズニーランド・リゾート）

なお、上海ディズニーランド（上海ディズニーリゾート）における「アドベンチャー・アイル」も本項で説明する。

## 概要
「冒険とロマンの世界」をテーマにしたテーマランドで、ジャングルクルーズなどのアトラクションがある。

## 施設
英語名には英語版、日本語名には日本語版へのWikipediaリンクとなっている。

### ディズニーランド

#### アトラクション
2021年6月現在。
- Jungle Cruise（ジャングルクルーズ）
- Indiana Jones Adventure（インディ・ジョーンズ・アドベンチャー：禁断の瞳の魔宮）
- Tarzan's Treehouse（ターザンのツリーハウス）
- Walt Disney's Enchanted Tiki Room（魅惑のチキルーム）

#### ショップ
2021年6月現在。
- Adventureland Bazaar（アドベンチャーランド・バザール）[3]

過去に存在したショップ
- サウス・シーズ・トレーダーズ
- インディ・ジョーンズ・アドベンチャー・アウトポスト
- トロピカル・インポーツ

#### レストラン
2021年6月現在
- Bengal Barbecue（ベンガル・バーベキュー）
- Tiki Juice Bar（チキ・ジュース・バー）
- The Tropical Hideaway
- Tropical Imports（トロピカル・インポーツ）

### マジックキングダム
マジックキングダムのアドベンチャーランドは2つのサブエリアによって構成される。
- カリビアンエリア

カリビアン・プラザを中心としたこのエリアは、カリブ海沿岸の南国をイメージしたエリア。樹木が生い茂り、カリブの海賊、ジャングルクルーズ、スイスファミリー・ツリーハウスなどのアトラクションがある。
- アラビアンエリア

アラビアン・ビリッジを中心としたこのエリアは、中近東の砂漠のオアシス都市をイメージしたエリア。東京ディズニーシーのアラビアンコーストに相当する。アラジンのマジック・カーペットや魅惑のチキルームなどのアトラクションがある。

#### アトラクション
カリビアンエリア
- ジャングルクルーズ
- カリブの海賊
- スイスファミリー・ツリーハウス

アラビアンエリア
- 魅惑のチキルーム
- アラジンのマジック・カーペット

#### ショップ
- アイランド・サプライ
- アグラバー・バザール
- パイレーツ・バザール

#### レストラン
- トルトゥーガ・タバーン
- サンシャイン・ツリー・テラス
- アロハ・アイランド
- スキッパーズ・キャンティーン

#### エンターテイメント
- キャプテン・ジャック・スパロウのパイレーツ・チュートリアル
- キャラクター・コングオアシス

### 東京ディズニーランド
東京ディズニーランドでは、メインエリアの他に3つのゾーンに分かれる。
- ロイヤルストリート
  - カリブの海賊とブルーバイユーレストラン、及びその周辺地区で、アメリカルイジアナ州のニューオーリンズをイメージしている。カリフォルニアのディズニーランドでは、このエリアはニューオーリンズ・スクエアとして独立したテーマランドとなっているが、東京ディズニーランドにおいては規模も小さくアドベンチャーランドの一部となっている。BGMとしてニューオーリンズで生まれたディキシーランド・ジャズが流れる。
- ポリネシアン
  - ポリネシアンテラスレストランや魅惑のチキルーム、スイスファミリーツリーハウスを中心とした地区で、ポリネシアをイメージしている。
- ダイニングエリア
  - チャイナボイジャー等を中心とする飲食施設で、タイフーンサルーンなどのサロンを有す。

#### アトラクション
- カリブの海賊
- ジャングルクルーズ：ワイルドライフ・エクスペディション
- ウエスタンリバー鉄道
- スイスファミリー・ツリーハウス
- 魅惑のチキルーム　スティッチ・プレゼンツ “アロハ・エ・コモ・マイ!”

#### ショップ
- ゴールデンガリオン
- パイレーツ・トレジャー
- クリスタルアーツ
- ラ・プティート・パフュームリー
- パーティグラ・ギフト
- アドベンチャーランド・バザール
- キャンディーワゴン
- ジャングルカーニバル

#### レストラン
- ロイヤルストリート・ベランダ
- ブルーバイユー・レストラン
- カフェ・オーリンズ
- ザ・ガゼーボ
- クリスタルパレス・レストラン
- ポリネシアンテラス・レストラン
- パークサイドワゴン
- ボイラールーム・バイツ
- チャイナボイジャー
- スクウィーザーズ・トロピカル・ジュースバー
- フレッシュフルーツオアシス
- スキッパーズ・ギャレー

#### エンターテイメント
- ジャンボリミッキー！レッツ・ダンス！(シアターオーリンズ) (2022年4月1日〜)
- レッツ・パーティグラ!（シアターオーリンズ）（2018年7月10日〜）
- ミッキーのレインボー・ルアウ（ポリネシアンテラス・レストラン）（2016年3月21日～）
- パイレーツ・ブラス（2006年7月1日〜）

##### 過去のエンターテイメント
- リロのルアウ&ファン（ポリネシアンテラス・レストラン）
- ジャングリズム

#### サービス施設
- 中央救護室
- キリンラウンジ

##### 過去のサービス施設
- アドベンチャーランド・インフォメーション

### ディズニーランド・パーク
ディズニーランド・パークのアドベンチャーランドは、3つのサブエリアによって構成される。
- カリビアンエリア
  - カリブの海賊とブルーラグーンレストラン、アドベンチャー島の骸骨岩と海賊船及びその周辺地区で構成され、カリブ海地域と海賊をイメージしている。
- ポリネシアンエリア
  - ロビンソン・ツリーハウスを中心とした地区で、ポリネシアをイメージしている。
- アラビアンエリア
  - アラジンの魔法の小路を中心とする地区で、東京ディズニーシーのアラビアンコーストに相当するエリアである。

ディズニーランド・パークのアドベンチャーランドは、世界のディズニーパークの中で、唯一ジャングルクルーズが存在しないアドベンチャーランドでもある。

#### アトラクション
アトラクションを一覧で見る場合はディズニーランド・パリのアトラクションを参照
- カリブの海賊
- インディ・ジョーンズと危難の魔宮
- ロビンソン・ツリーハウス
- アドベンチャー島
- パイレーツ・ビーチ
- アラジンの魔法の小路

#### ショップ
- シェラザードの財宝
- ラ・ジラフ・キュリウーズ
- インディ・ジョーンズ・アドベンチャー・アウトポスト
- キャプテン・トレジャー
- カリブの海賊写真館

#### レストラン
- ハティ隊長のピザ・アウトポスト
- アグラバー・カフェ・レストラン
- レストラン・ハクナ・マタタ
- クールポスト

### 香港ディズニーランド
漢訳は「探検世界」。世界ディズニーのアドベンチャーランドの中には最大級である。

#### アトラクション
- 獅子王慶典 (Festival of the Lion King)
- 森林河流之旅 (Jungle River Cruise)
- 前往泰山樹屋之木筏 (Rafts to Tarzan's Treehouse)
- 泰山樹屋 (Tarzan's Treehouse)
- 歴奇噴水池 (Liki Tikis)
- 魔海奇緣凱旋慶典 (Moana: A Homecoming Celebration)

#### ショップ
- 布教授商店 (Professor Porter's Trading Post)

#### レストラン
- 碧林餐庁 (Tahitian Terrace)
- 河景餐庁 (River View Cafe)

#### エンターテイメント
- 森林木偶嘉年華 (Jungle Puppet Carnival)
- 郷土鼓手 (Enchanted Village Dummers)
- 銅鑼鼓楽団 (Tam Tam Drum Circle)
- 即興鼓楽探検旅程 (Jammin' Drum Adventures)

### 上海ディズニーランド
上海ディズニーランドにはアドベンチャーランドが存在しないが、よく似たアドベンチャー・アイル（英語：Adventure Isle、漢訳：探検島）というテーマランドが存在する。

#### アトラクション
- キャンプ・ディスカバリー
- ソアリン・オーバー・ザ・ホライズン
- ターザン:コール・オブ・ジャングル
- ロアリング・ラピッド

#### ショップ
- ラッフィング・モンキー・トレーダー
- レインボー・フロッグ・トリンケット

#### レストラン
- トライバル・テーブル
- ピラニア・バイツ